# Landivisiau
Landivisiau är en kommun i departementet Finistère i regionen Bretagne i västra Frankrike. Kommunen ligger i kantonen Landivisiau som tillhör arrondissementet Morlaix. År 2022 hade Landivisiau 9 197 invånare.

## Befolkningsutveckling
Antalet invånare i kommunen Landivisiau
Referens:INSEE